# 小嶋花梨
小嶋 花梨（こじま かりん、1999年〈平成11年〉7月16日 - ）は、日本のアイドル、コメンテーターであり、女性アイドルグループNMB48のメンバー。同グループの2代目キャプテンを務める他、グループ内の行事などのプロデュースも行いつつ、派生ユニット『だんさぶる!』のメンバーとして活躍している。
埼玉県出身。Showtitle所属。

## 略歴
中学2年生の時、「僕らのユリイカ」のMVを見てNMB48に興味を持ち、2016年にNMB48の第5期生オーディションに応募して合格。同年6月28日、NMB48劇場の『チームBII「逆上がり」公演』で同グループ第5期研究生のうちの一人として「てっぺんとったんで!」を歌唱し劇場デビュー。同年10月18日よりチームN研究生に配属された後、翌2017年10月12日、チームNの正式メンバーに昇格したことが発表された。
2018年10月17日に発売された、NMB48の19作目のシングル「僕だって泣いちゃうよ」でシングル表題曲初選抜。同年11月4日、山本彩の後を受けてNMB48の2代目キャプテンに指名された。同年12月3日、『NMB48劇場 スペシャルウィーク2018 単独十番勝負第二弾』公演に於いて、派生ユニット『だんさぶる!』の結成・お披露目が行われた。
2019年1月1日のNMB48劇場元日公演に於いて、チームNからチームBIIへの異動が発表され、チームBIIのキャプテンも兼任する。同月からは朝日放送テレビの朝の情報生番組『おはよう朝日です』でリポーターを担当。同年12月9日から13日までの放送では、川添佳穂アナウンサーの休養にともない、同番組の5日間アシスタントを務めていた。
2021年1月から行われた『NAMBATTLE〜戦わなNMBちゃうやろっ!〜』では、グループD「きゅんmart」の一員として参加。同年3月2日にオリックス劇場で開催された決勝大会にて同グループが優勝を果たし、同年6月に「きゅんmart」としてのオリジナル曲「選ばれし者たち」（シングル『シダレヤナギ』所収）を発表した。
2022年2月から3月にかけて開催されたグループ活性化プロジェクト第2弾『NMB48 NAMBATTLE2 〜がむしゃらにならなNMBちゃうやろっ!〜』の『NAMBATTLE2〜愛〜』では、2月26日の速報発表・3月2日の中間発表ともに首位をキープ。3月27日にロームシアター京都にて開票イベントが行われ、最終結果では2位に選出された。
2023年8月9日より、自身初のファッションプロデュースブランド「RINNU(リンヌ)」が新ファッションECモール『FRONT ROW by UUUM』にて展開。
2024年1月14日にCOOL JAPAN PARK OSAKA TTホールにて開催された自身初となるソロコンサート『小嶋花梨 1stコンサート 〜鏡の中の花〜』を皮切りに、同年3月3日に2ndソロコンサート、6月30日に3rdソロコンサートを開催した。同年10月9日に発売された、NMB48の30作目のシングル「がんばらぬわい」でシングル表題曲初センターを務める。
2025年6月26日、NMB48劇場チームN「天使のユートピア」公演にて卒業発表した。同年11月9日、小嶋花梨卒業コンサートを開催予定
。同年11月頃NMB48を卒業予定。

## 人物・逸話
- キャッチフレーズは「こじりん THE ムービー! レディ?アクショーン!(アクショーン!) みんなの瞳に花梨のマジを映したい! 小嶋花梨です」[25]。
- 趣味はネイルアート、映画観賞。特技はバトントワリング。
- 山本彩は小嶋を2代目キャプテンに指名した理由について「何事にも真摯に取り組む姿、皆を魅了するパフォーマンス力にこれからのNMBを託したいと思いました」。とコメントしている[7]。
- キャプテン就任後は公演のプロデュースも手掛けるようになり、2019年4月8日からは『難波愛～今、小嶋が思うこと～』をNMB48劇場で開催[26]。また2021年7月10日には、ドラフト3期生・6期生・7期生のみによる『難波新鮮組公演』がZepp Osaka Baysideで行われた[27]。
- 2020年3月1日に第40回丹波篠山ABCマラソンに挑戦する予定だったが、新型コロナウイルスの影響で中止[28]。同年3月21日放送の『おはよう朝日です・40周年記念特番 THE挑戦』では、沖縄で25キロマラソンに挑戦し、3時間以内に完走した[29]。
- グループの中では渋谷凪咲[30]や南羽諒[31]と親交が深く、特に渋谷のYouTubeにも頻繁に出演している。
- ガンバ大阪の応援番組を担当している縁もありガンバ大阪サポーター。2025年8月にはパナソニックスタジアム吹田でのLIVEパフォーマンスも予定されている[32]。

## NMB48での参加曲

### シングル選抜楽曲
NMB48
- 「僕以外の誰か」に収録
  - 太陽が坂道を昇る頃 - 「研究生」名義
- 「ワロタピーポー」に収録
  - どこかでキスを - 「Team N」名義
- 「欲望者」に収録
  - 阪急電車 - 「Team N」名義
- 僕だって泣いちゃうよ
  - 嘘つきマシーン - 「Team N」名義
- 床の間正座娘
  - アップデート - 「Team BII」名義
  - 2番目のドア
- 母校へ帰れ!
  - ジュゴンはジュゴン - 「Team BII」名義
  - やさしさの稲妻 - 「だんさぶる！」名義
- 初恋至上主義
  - 無限大ノック - 「Team BII」名義
- だってだってだって
  - Be happy - 「Team BII」名義[注 5]
- 恋なんかNo thank you!
  - アイラブ豚まん
  - 青春念仏 - 「Team BII」名義
- シダレヤナギ
  - 落とし穴
  - 選ばれし者たち - 「きゅんmart」名義
- 恋と愛のその間には
  - 夢中人
- 好きだ虫
  - 挑発の青空 - 「Team N」名義
- 渚サイコー!
  - ジンクスとゲンカツギ - 「Team N」名義
- これが愛なのか?
  - Now
  - 夏のDestination - 「Team N」名義
- がんばらぬわい
  - 愛が終わってもSelfish - 「白組」名義
- チューストライク
  - Gotcha - 「Team N」名義

AKB48
- 「ジャーバージャ」に収録
  - 下手を打つ - 「NMB48」名義
- 「NO WAY MAN」に収録
  - 夢へのプロセス - 「AiKaBu選抜」名義

### アルバム収録楽曲
- 『難波愛〜今、思うこと〜』に収録
  - 難波愛
- 『NMB13』に収録
  - Done
  - 最高に下品なアタシ ※ソロ楽曲
  - 青春のラップタイム 2023
  - Enjoy無礼講! - 「りぷりっぷる」名義
  - 想像のピストル

### 劇場公演ユニット曲
NMB48研究生「届かなそうで届くもの」公演
- 禁じられた2人
- 制服が邪魔をする

チームM 2nd Stage「RESET」公演
- 檸檬の年頃（前座ガールズ）
- 制服レジスタンス（近藤里奈のユニットアンダー）

チームBⅡ 4th Stage「恋愛禁止条例」公演
- 恋愛禁止条例（山口夕輝のユニットアンダー）
- ツンデレ!（森田彩花のユニットアンダー）
- 真夏のクリスマスローズ（バックダンサー）

チームM「アイドルの夜明け」公演
- 口移しのチョコレート（川上礼奈のユニットアンダー）
- 片思いの対角線（石田優美・上枝恵美加のユニットアンダー）
- 天国野郎（岩田桃夏のユニットアンダー）
- 愛しきナターシャ（磯佳奈江のユニットアンダー）

チームN 4th Stage「目撃者」公演
- 10クローネとパン（日下このみ・山本彩・山尾梨奈・堀詩音のユニットアンダー）
- フィンランド・ミラクル（三田麻央のユニットアンダー）
- 抱きしめられたら（松村芽久未・古賀成美のユニットアンダー）

カトレア組「ここにだって天使はいる」公演
- この世界が雪の中に埋もれる前に
- ジッパー（内木志・須藤凜々花のユニットアンダー）
- 初めての星
- 100年先でも

チームBII 5th Stage「2番目のドア」
- クロス[35]
- 涙の表面張力（内木志のユニットアンダー）
- 誤解（山田寿々のユニットアンダー）

チームM 3rd Stage「誰かのために」公演
- 投げキッスで撃ち落せ!（明石奈津子のユニットアンダー）
- ライダー（岩田桃夏のユニットアンダー）

チームN 5th Stage「N Pride」
- シャワーの後だから（大段舞依のユニットアンダー）

チームN 6th Stage「夢中雷舞」
- 下衆な夢
- クサイモノだらけ（渋谷凪咲のユニットアンダー）

## 作品

### ミュージック・ビデオ
- 青いレモンの季節 - 監督[36]

## 出演

### テレビ番組

#### バラエティ・情報番組
- おはよう朝日です（2019年1月7日 - 、朝日放送テレビ） - リポーター[37][38][10][注 6]
- 2時45分からはスローでイージーなルーティーンで（2021年4月 - 2023年3月22日、関西テレビ） - 隔週水曜日レギュラー
- せやねん!（2022年4月2日 - 、毎日放送）-　隔週レギュラー[39]
- GAMBA TV〜青と黒〜（2024年1月 - 、毎日放送） - 第2代メインMC[注 7]

#### テレビドラマ
- 第1話 シーズン2 #5 大家族ドラマ「小嶋家の人々」（2020年8月9日、朝日放送テレビ） - 幸子 役[41]

#### その他のテレビ番組
- おはよう朝日です40周年記念特番 THE挑戦～みんな第一歩を踏み出そうSP～（2020年3月21日、ABCテレビ）[42]
- 万博1か月前!生放送スペシャル (2025年3月13日、NHK大阪)
- 生中継！開幕前夜 ココが知りたい！大阪・関西万博（2025年4月12日）

### 舞台
- 特別公演『伝説の一日』「四回目 さんまの駐在さん」（2022年4月2日、なんばグランド花月）[43]
- 吉本新喜劇×NMB48 ミュージカル「ぐれいてすと な 笑まん」（2022年5月14日 - 22日、COOL JAPAN PARK OSAKA WWホール / 5月26日 - 29日、明治座）[44]

### ラジオ
- NMB48 小嶋花梨の“旅する Morning Ship” supported by 商船三井さんふらわあ（2025年4月5日 - 、FM大阪 / 4月6日 - 、FM AICHI）[45]

### CM
- 上新電機（2021年） - 渋谷凪咲、梅山恋和と共演[46]

### 広報
- OWNDAYS ポップアップストア『COLOR DAYS』イメージモデル（2025年5月 - ）[47]

### ネット配信
- VoicyFes’21（2021年10月28日、Voicy）[48]
- 小嶋花梨のリーダー論（2021年11月9日 - 2022年3月7日[注 8]、SHOWROOM）

## その他

### 連載
- MusicVoice（2023年8月23日 - 、株式会社アイ・シー・アイ） - 「NMB48小嶋花梨の関西アイドル図鑑」を連載[50]
- ウォーカープラス（2023年12月13日 - 、角川マガジンズ） - 「NMB48・小嶋花梨の“最強キャプテン”への道」を連載[51]

### 広報誌
- 防衛省広報誌『MAMOR』（扶桑社）2021年11月号 に、海上自衛隊の制服などを着て、護衛艦やまぎり艦上で撮影したグラビアが掲載。